# ジェイコブ・スミス
ジェイコブ・スミス（Jacob Smith、1990年1月21日 - ）は、アメリカ合衆国の俳優。

## 出演作品
- 12人のパパ2
- WITHOUT A TRACE/FBI 失踪者を追え!シーズン2
- 12人のパパ（ジェイク・ベーカー）
- ヘンゼルとグレーテル（ヘンゼル）
- コーリング（ベン）
- シアターの怪人
- エボリューション・チャイルド
- スモール・ソルジャーズ（ティミー・フィンプル）